# Вокуй-Гальбід
Вокуй-Гальбід (Північно-Західна область) (сом. Woqooyi Galbeed, також називется Мароді Джех ??? (Maroodi Jeex) — регіон (gobol ) на північному заході Сомалі. Його центром є Гаргейса. Входить до складу автономного утворення Сомаліленд на території Сомалі.

## Опис
Межує з Ефіопією на півдні, сомалійськими регіонами Авдал (Awdal), Санааг (Sanaag) і Тогдер (Togdheer), а також з Аденською затокою. Найвища точка регіону - гора Бураха Вагар ??? (Buuraha Wagar) (2004 м), що знаходиться на південний схід від Бербери.